# Cmentarz polskokatolicki w Lipie
Cmentarz polskokatolicki w Lipie – czynny cmentarz wyznaniowy dla wiernych Kościoła Polskokatolickiego położony we wsi Lipa w województwie podkarpackim. Cmentarz administrowany jest przez parafię Świętych Apostołów Piotra i Pawła w Lipie. Na cmentarzu wybudowana została mała kapliczka do sprawowania Eucharystii w Uroczystość Wszystkich Świętych. 
Parafia Świętych Apostołów Piotra i Pawła w Lipie powstała w 1928. Wraz z organizacją parafii przystąpiono do wytyczania cmentarza wyznaniowego. Działkę pod nekropolię przekazała na rzecz polskokatolików Anna Tyrka. W 1988 nastąpiło uporządkowanie terenu cmentarza i rozpoczęła się budowa kaplicy pogrzebowej. W końcowej fazie budowy znacznej pomocy udzielił Kościół Chrześcijańskokatolicki w Szwajcarii.